# Virus variole
Virus črnih koz ali virus variole (ali Poxvirus hominis ali Poxvirus variolae) je virus iz rodu ortopoksvirusov, ki povzroča črne koze.
Gre za velike viruse v obliki opeke, ki so dolgi okoli 302–350 nanometrov in široki 244–270 nanometrov. Njihov genom predstavlja ena molekula DNK, ki je zgrajena iz 186.000 baznih parov. Na vsakem koncu DNK-verige se nahaja lasnična zanka. Najbolj soroden virus virusu variole je virus molluscum contagiosum, ki povzroča benigno kožno bolezen. Oba virusa povzročata bolezni le pri ljudeh.
Virus variole se kot drugi virusi iz družine poksvirusov razmnožuje v celični citoplazmi, kar je posebnost med RNK-virusi. Ostali se razmnožujejo v celičnem jedru gostiteljeve celice.